# Аня Коразон
Аня София Коразон (англ. Anya Sofia Corazon) — героиня американских комиксов, издаваемых Marvel Comics. Была создана сценаристом Фионой Эвери и художником Марком Бруксом, дебютировав в Amazing Fantasy vol. 2 #1 (Август, 2004) под псевдонимом Аранья (англ. Araña). В дальнейшем, в Young Allies vol. 2 #5 (Октябрь, 2010), она взяла прозвище Девушка-паук (англ. Spider-Girl). Она является латиноамериканкой, будучи дочерью отца-пуэрториканца и матери-мексиканки.
На протяжении многих лет с момента её первого появления в комиксах героиня появлялась в других медиа продуктах, включая мультсериалы и видеоигры. Актриса Изабела Монер сыграла Аню в фильме Вселенной Человека-паука от Sony «Мадам Паутина» (2024).

## История публикаций
Аня Коразон была создана сценаристом Фионой Эйвери и художником Марком Бруксом, которые черпали вдохновение из рана Джозефа Майкла Стражински в комиксе The Amazing Spider-Man. Аранья стала главной героиней возрождённого в 2004 году Amazing Fantasy. После того, как её сюжетная линия завершилась в Amazing Fantasy vol. 2 #6, она обзавелась собственной серией из 12 выпусков под названием Araña: The Heart of the Spider, публикация которой началась с марта 2005 в рамках импринта Marvel Next. Затем персонаж фигурировал в серии Ms. Marvel в качестве новобранца на службе зарегистрированных супергероев, подписавших Закон о регистрации сверхлюдей.
Затем она объединила усилия с Кочевницей для борьбы с секретной империей в Captain America #602-605. Хронологически её следующее появление состоялось в сюжетной линии The Gauntlet и Grim Hunt из The Amazing Spider-Man. Тем не менее, Young Allies с участием Коразон был опубликован раньше.
В качестве новой Девушки-паук она дебютировала в ежемесячном комиксе Spider-Girl, выпущенном 17 ноября 2010 года и представляющим собой дополнение к сюжетной линии Spider-Man: Big Time в The Amazing Spider-Man. Коразон стала вторым персонажем, взявшей прозвище «Девушка-паук», однако, в соответствии с хронологией вселенной Marvel, она опередила первую носительницу. Одновременно с объявлением об отмене серии было объявлено, что Аня получит сольную минисерию в рамках кроссовера Spider-Island. Первый выпуск минисерии вышел через месяц после финального выпуска отмененной серии, а через месяц после окончания минисерии Аня появилась в одном из выпусков Avengers Academy.
Также Аня была одной из главных персонажей эвента Spider-Verse, который привел к созданию спин-оффа минисерии в рамках Secret Wars. Она была одной из участниц командного комикса Web Warriors в период All-New, All-Different Marvel.

## Вне комиксов

### Кино
- Аня Коразон в исполнении Изабелы Монер фигурирует в фильме 2024 года «Мадам Паутина», который входит в медиафраншизу «Вселенная Человека-паука от Sony»[10].

### Телевидение
- Аня Коразон является одной из главных героев мультсериала «Человек-паук» 2017 года, где её озвучила Мелани Миничино[11]. Она дружит с Питером Паркером / Человеком-пауком, Майлзом Моралесом / Совершенным Человеком-пауком, Гвен Стейси / Призраком-пауком и Гарри Озборном / Хобгоблином[12]. Также считается лучшей ученицей Макса Моделла. В первом сезоне она приобретает паучьи способности, а в последующих сезонах действует под псевдонимом Девушки-паука.
- Джиджи Сол Герреро озвучила Аню Коразон в мультсериале «Приключения Супергероев» 2017 года[13].

### Видеоигры
- Девушка-паук появляется в мобильной игре Marvel: War of Heroes 2012 года.
- Аранья и Девушка-паук являются игровыми персонажами в мобильной игре Spider-Man Unlimited 2014 года.
- Девушка-паук играбельна в Marvel Avengers Alliance.
- Дейзи Гевера озвучила Аню Коразон, использующую псевдоним Девушка-паук в костюме Араньи в игре Marvel Avengers Academy 2016 года[14].

## Коллекционные издания
- Araña Collections
  - Araña Vol. 1: Heart of the Spider (включает Amazing Fantasy #1-6, мягкая обложка ISBN 978-0785115069)
  - Araña Vol. 2: In The Beginning (включает Araña #1-6, мягкая обложка ISBN 978-0785117193)
  - Araña Vol. 3: Night of the Hunter (включает Araña #7-12, мягкая обложка ISBN 978-0785118534)
- Spider-Man: Grim Hunt crossover event (включает Amazing Spider-Man: Extra! #3, Web of Spider-Man #7 и Amazing Spider-Man #634-637, твёрдая обложка ISBN 978-0785146179, мягкая обложка ISBN 978-0785146186)
- Young Allies: Volume 1 (включает Young Allies #1-6, Firestar #1 и иллюстрации из Age of Heroes #2, мягкая обложка ISBN 0-7851-4868-X)
- Spider-Girl Vol. 1: Family Values (включает Spider-Girl #1-8 и Amazing Spider-Man #648, мягкая обложка ISBN 978-0785146940)
- Spider-Island: Companion (включает The Amazing Spider-Girl #1-3, Spider-Island: Cloak & DAGGER #1-3, Spider-Island: Deadly Hands of Kung Fu #1-3, Herc #7-8, Spider-Island: Avengers #1, Spider-Island: Spider-Woman #1, Spider-Island: I Love New York City, Black Panther #524, Spider-Island: Heroes For Hire #1, твёрдая обложка ISBN 978-0785162285, мягкая обложка ISBN 978-0785162292)